# 구룡채성

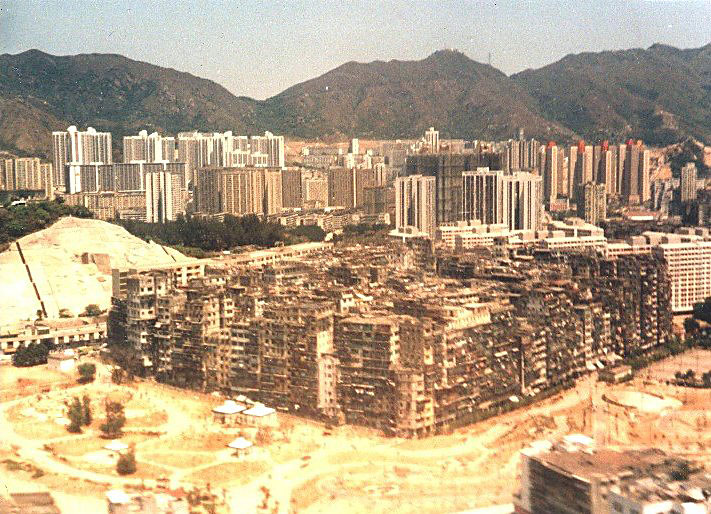
1989년 비행기에서 본 구룡채성

구룡채성(중국어 정체자: 九龍寨城, 병음: Jiǔlóng zhài chéng 주룽 자이 청[*], 광둥어: 九龍寨城 가우룽자이싱, 영어: Kowloon Walled City) 또는 구룡성채(九龍城砦)는 과거 철거되기 전까지는 영국령 홍콩내부에 존재했던 중화인민공화국의 관할구역이었고, 그 이전에는 1912년까지는 청나라, 1950년까지는 중화민국의 영토였었다. 그러나 실제로는 홍콩과 중국 양쪽의 주권이 미치지 못한 특수지역으로, 복잡다단한 거대한 무허가 건축물로 이루어진 3헥타르 면적의 슬럼 도시가 들어서 마굴, 무법지대 등으로 불리었다. 1993년 3월 23일부터 1994년 4월까지 철거되었으며 지금은 구룡채성공원(九龍寨城公園)이라는 도시공원으로 남아있다.

## 역사

### 송 ~ 청 말기

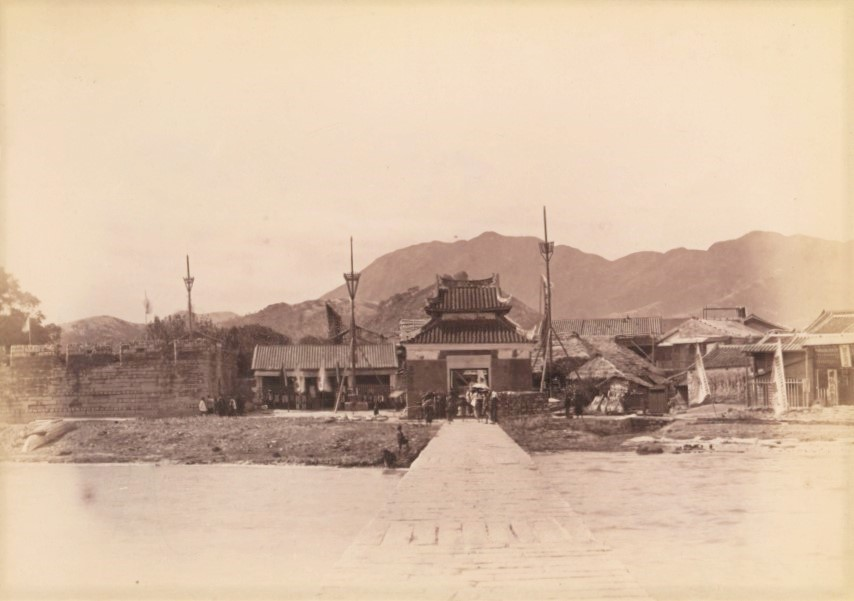
1898년 사진.

원래 이름은 “구룡성”으로 그 역사는 송나라까지 거슬러 올라간다. 해상 방어의 거점으로 해적의 위협으로부터 지역 산물인 소금을 보호하기 위한 군사기지로서 세워졌으며, 1810년에는 구룡성 포대가 되었다. 1842년 제1차 아편 전쟁 이후 난징조약으로 홍콩 섬이 영국의 식민지가 되자, 영국의 움직임을 감시하고자 했던 청나라의 주요 전략적 거점이 되었다. 이후 1847년에 강력한 방어벽을 포함한 개선 사항이 시작되었으며 성벽으로 둘러싸인 구룡채성은 1854년 태평천국의 난을 일으킨 반란 세력에 의해 점령되었다가 몇 주 후에 조정에서 보낸 진압군에게 탈환되었다. 1898년에 실시된 홍콩영토 확장 협약을 통해 신계 지역이 추가로 99년 동안 영국에 넘어갔지만, 구룡채성은 유일하게 제외되어 중국 관할 지역으로 남았다. 당시 이 지역에는 약 700명이 살고 있었다. 청 조정은 구룡채성에 계속 군대와 행정관을 주둔시켜 영국령 홍콩의 방어를 방해하지 않는 한 관리들을 계속 그곳에 머물게 할 수 있었고, 영국의 행정권은 미치지 못했다. 이에 영국은 청나라의 행정관을 추방시킬 구실을 찾고자 했다. 이듬해 영국의 총독 헨리 블레이크 경은 광저우의 총독이 새로운 협정에 대한 저항을 돕기 위해 군대를 움직이고 있다고 주장하며, 1899년 4월 14일, 영국군은 성벽으로 둘러싸인 구룡채성을 점령했다. 이에 광저우 총독은 지방 관리와 150명의 주민만 남겨둔 채 군대를 이끌고 철수하였으나, 이후에도 청 조정은 1912년까지 유일하게 구룡채성만을 통치하다가 마침내 영국에게 내주었다.

### 구룡채성에 대한 관할권의 주장
1933년 홍콩 당국은 구룡채성의 무너져가는 성벽과 그 안의 건물 대부분을 철거하고 그곳에 살았던 436명의 불법 거주자에게 새 집을 보상할 계획을 발표했다. 이에 국민당 정부는 이 계획에 항의하고 구룡채성에 대한 관할권을 주장하였다. 그러나 구룡채성에 대한 관할권을 놓고 어느쪽도 확실한 권한을 행사하지 못하는 상황은 계속되었으며, 특히 국민당 정부의 관할권에 대한 주장은 결국 중일전쟁이 시작될 때까지 계속됐다.

### 제2차 세계 대전 ~ 국공내전 때까지
제2차 세계 대전 중 당시 홍콩을 점령한 일본군은 구룡채성의 성벽을 철거하고 인근의 카이탁 공항 확장의 자재로 사용했다. 1945년 세계 대전이 종결되면서 일본이 항복한 후 중국은 마침내 구룡채성을 되찾을 의사를 발표했다. 그러나 제2차 국공 내전이 일어나면서 내전을 피해 많은 중국인 난민들이 홍콩으로 밀려들어오게 되는데, 1947년까지 2,000명의 불법 거주자들이 구룡채성을 점령하는 일이 벌어졌다. 이에 1948년에 영국 정부가 구룡채성에 거주하는 난민들을 몰아내려는 시도를 했으나 실패한 후, 구룡채성에 관한 대부분의 문제에서 '손을 떼는' 정책을 채택했다. 1948년 1월 8일, 국민당 정부는 영국 대사에게 "외무부는 이제 영국 대사관에 해당 협약의 조항에 따라 중국 정부가 구룡채성에 대한 관할권을 향유하며 이 관할권을 포기할 의사가 없음"을 공식적으로 선언했다. 구룡채성의 주권이 중국에 있는 것을 인정하고 영국 정부가 행정을 담당하는 방안을 영국 외무부가 제안했지만 중국공산당의 승리로 제안은 받아들여지지 않았다.
사실상의 주권 공백지대인 구룡채성에는 많은 사람들이 들어와 늘어난 인구만큼 콘크리트 건물이 우후죽순 증축되기 시작했고, 그 결과 불과 0.03 km2의 면적에 최대 약 5만 명의 인구가 빽빽이 밀집하는 미로같은 고층 슬럼이 형성되었다. 이는 1 km2 당 170만명의 인구밀도로 인류 역사상 최대의 인구밀도를 기록했으며 이 기록은 기네스북에도 등재되었다.

### 내전의 종전 ~ 철거되기 직전까지
1950년 1월, 구룡채성 곳곳에서 화재가 발생하여 거의 3,500가구와 총 17,000명이 거주하는 2,500개 이상의 많은 건물들이 불에 탄 사건이 발생했다. 이에 불법 거주지역에서 적절한 화재 예방이 심각한 문제로 떠올랐다.  
1959년에는 구룡채성 내에서 발생한 살인 사건에 대한 재판이 진행되는 동안에야만 홍콩 정부가 그곳에서 관할권을 갖는 것으로 판결되었는데, 당시 중화인민공화국과 영국의 정부간 협력이 없었기 때문에 홍콩 경찰의 몇 차례 급습이 제외되었다. 그 결과 결국 구룡채성은 범죄와 마약의 소굴이 되었으며, 특히 악명높은 범죄조직인 삼합회가 사실상 구룡채성을 지배하고 있었다. 당시 구룡채성 안에서는 삼합회로 인하여 수많은 성매매와 마약거래등 온갖 범죄행위가 끊이지 않았고, 홍콩 경찰은 대규모의 인원을 편성해야만 이들을 검거할수 있었다. 
1973년 ~ 1974년이 되어서야 마침내 3,500회 이상의 경찰 급습으로 2,500명 이상의 범죄자들이 체포되고 1,800kg이상의 마약이 압수되면서 삼합회의 힘이 약해지기 시작했다. 범죄와 연관되지 않은 대부분의 주민, 특히 젊은 주민들의 지지를 받은 습격은 마약 사용과 폭력 범죄를 점진적으로 줄이는데 성공했다. 1983년에는 당시 홍콩의 지방 경찰 사령관이 구룡채성의 범죄율이 통제되고 있다고 선언했다. 
1980년대부터는 홍콩 반환이 임박해오자, 구룡채성을 둘러싼 중화인민공화국과 영국의 신경전은 잦아 들었다. 중화인민공화국 정부의 묵인 하에 홍콩 정부측에서 마침내 구룡채성 안에 경찰 파견 및 행정권 등의 주권을 행사하기 시작했다. 홍콩 정부는 1963년부터 이미 구룡채성 안의 건물들을 철거하려는 시도가 있었으며, 이에 반대해 카이퐁 협회의 기초가 된 "철거 반대위원회"가 생겼다. 그러나 이들의 노력에도 불구하고 1984년에 중국과 영국은 공동으로 도시 철거를 위한 토대를 마련하기로 선언하였다. 
구룡채성을 철거하기로 한 두 나라 정부의 상호 결정은 1987년 1월 14일에 발표되었고, 그 다음날인 3월 10일, 성벽 도시가 공원으로 전환 될 것이라는 발표에 이어 지구 행정 장관은 철거 후 시의회에 부지를 인수하도록 공식적으로 요청했다. 이 지역에 수많은 다른 녹지 공간이 있기 때문에 도시 서비스 부서는 계획 및 운영 관점에서 "또 다른 공원"의 필요성을 의심했지만 그럼에도 불구하고 시의회는 정부가 공원 건설비용을 부담한다는 조건으로 정부의 제안을 받아들이기로 동의했다. 그러나 결국 구룡채성 철거의 공식 발표 후 일부 주민들과의 사이에 보상을 둘러싼 마찰이 발생했고, 이에 홍콩 정부는 홍콩 주택청 특별위원회가 고안한 계획에 따라 약 33,000명의 주민과 기업에 약27억 홍콩 달러의 보상금을 지급했고, 이에 보상에 만족하지 않은 일부 주민들은 1991년 11월과 1992년 7월 사이에 강제 퇴거되었다. 철거되기 직전에는 일본에서 파견된 건축학자들이 구룡채성의 설계도를 그려갔다고 한다.

### 현재
결국 4개월간의 계획 끝에, 1993년 3월 23일부터 1994년 4월까지 구룡채성은 완전히 철거되었고, 현재 구룡채성이 있던 그 자리는 구룡채성공원이 건설되어 차지하고 있었다.

## 구조
본래 구룡채성은 2~3층 규모의 작은 단독주택들이 모여있는 곳이였으나 이곳이 주권 공백지대인 탓에 많은 사람들이 몰려들게 되었고 2~3층까지만 존재하던 원래 주택에 증축에 증축을 거듭하여 15층까지 쌓아올렸다. 이 때문에 옥상과 가장 외곽에 있는 주택을 제외한 모든 주택은 마치 고시원처럼 햇빛이 차단된 단칸 주거형태가 대부분이였다. 원래부터 15층 건물이 아닌 2층이였던 건물을 15층으로 증축한 건물들의 집합체였기 때문에 구룡채성은 건축학상 안전에 많은 문제가 있었다. 위생 상태도 엉망이였으며 의사들 역시 무자격 의료인들이 대부분이였다. 하지만 구룡채성의 중앙만은 쌓아올리지 않았는데 이곳에 구룡채성의 대형상점, 유치원, 양로원 등의 시설이 존재했다.

## 운영
정식으로는 중화인민공화국 영토이지만, 구룡채성과 홍콩 사이의 통행이나, 이주는 자유로웠다. 홍콩 경찰이 개입하기 이전까지는 치안 유지를 위한 공권력이 없었으므로, 주민자치에 의해 자경단이 운영되었다. 구룡채성 주민은 중국이나 영국 어느 쪽에도 참정권은 없었으나, 사회복지 서비스 등은 홍콩 정부에 납세하는 방식으로 홍콩정부의 혜택을 받을 수 있었다.

## 대중문화 속의 이미지
- 블레이드 러너(1982)의 도시
- 공각기동대(1995)의 도시
- 공각기동대 S.A.C. 2nd GIG(2002)의 아시아계 난민구역
- 공각기동대 : 이노센스(2004)의 도시
- 배트맨 비긴즈(2005)의 고담시 외형
- 레이드(2011)의 건물 외형
- 더 킹 오브 파이터즈에서는 야마자키 류지가 한때 구룡채성에서 살았다.
- 콜 오브 듀티: 블랙 옵스에서는 허드슨의 시점으로 구룡채성에서 미션을 진행한다.
- 쿵푸 허슬(2004)의 돼지촌

## 같이 보기
- 하시마섬(일본)
- 시밤(예멘)
- 콘피난사 금융센터(베네수엘라)